# Raning
Raning là một đô thị thuộc huyện Feldbach trong bang Steiermark, nước Áo. Đô thị Raning có diện tích 8,2 km², dân số cuối năm 2005 là 273 người.